# الحدود المصرية الليبية

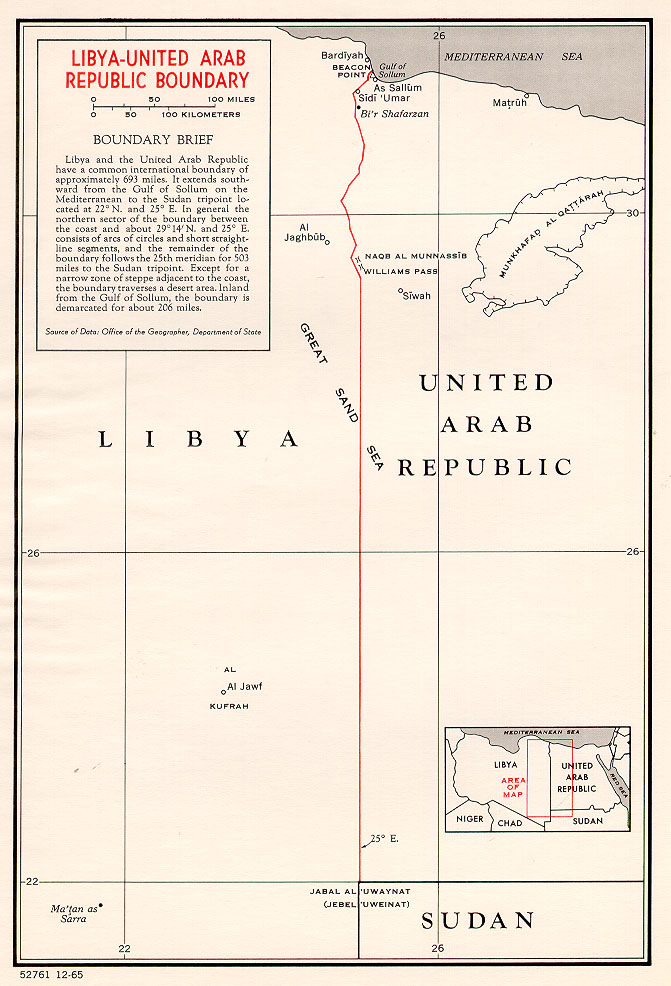
خريطة الحدود بين مصر وليبيا

الحدود المصرية الليبية تساوي 1,115 كم (693 م) في الطول وتمتد من البحر الأبيض المتوسط في الشمال إلى النقطة الثلاثية مع السودان في الجنوب.

## الوصف
تبدأ الحدود من الشمال على ساحل البحر الأبيض المتوسط على خليج السلوم. ثم تتقدم براً جنوباً تقريباً عبر سلسلة من الخطوط غير المنتظمة التي تنحرف بشكل متكرر إلى الجنوب الغربي أو الجنوب الشرقي، قبل أن تصل إلى خط الطول الخامس والعشرين شرقاً. ثم تتبع الحدود خط الزوال جنوبا وصولا إلى النقطة الثلاثية السودانية على جبل العوينات. يحتوي الجزء الساحلي الشمالي فقط من الحدود على أي مراكز سكانية كبيرة، مع مرور الغالبية العظمى من الحدود عبر المناطق النائية من الصحراء الكبرى، بما في ذلك بحر الرمال الأعظم والصحراء الليبية.

## التاريخ
كانت مصر جزءًا من الإمبراطورية العثمانية ، لكنها اكتسبت قدرًا كبيرًا من الحكم الذاتي في عهد محمد علي بعد الحرب المصرية العثمانية الثانية في الفترة من 1839 إلى 1841.  في عام 1882 احتلت بريطانيا مصر، وأقاموا بذلك مستعمرة فعلية (لم يتم الإعلان عنها رسميًا إلا في عام 1914).   في عام 1841 بناءا على فرمان ، سيطرت الإمبراطورية العثمانية صوريا على المناطق الساحلية لما يُعرف اليوم بليبيا منذ القرن السادس عشر، ونظمت في ولاية طرابلس ،مع حدود غير محددة بشكل واضح بين الولاية ومصر، والذي وضع الحدود أبعد إلى الشرق من موقعها الحالي.  
في سبتمبر 1911،وبعد احتلت إيطاليا لطرابلس، تم توقيع معاهدة أوشي في العام التالي حيث تنازل العثمانيون رسميًا عن السيادة على المنطقة لإيطاليا.    قسمت إيطاليا المناطق التي من ليبيا احتلتها الى مستعمرات وهم برقة الإيطالية وطرابلس الإيطالية وبدأت تدريجيًا في الاتجاه نحو الجنوب؛ في عام 1934 تم توحيد المنطقتين في ليبيا الإيطالية .  

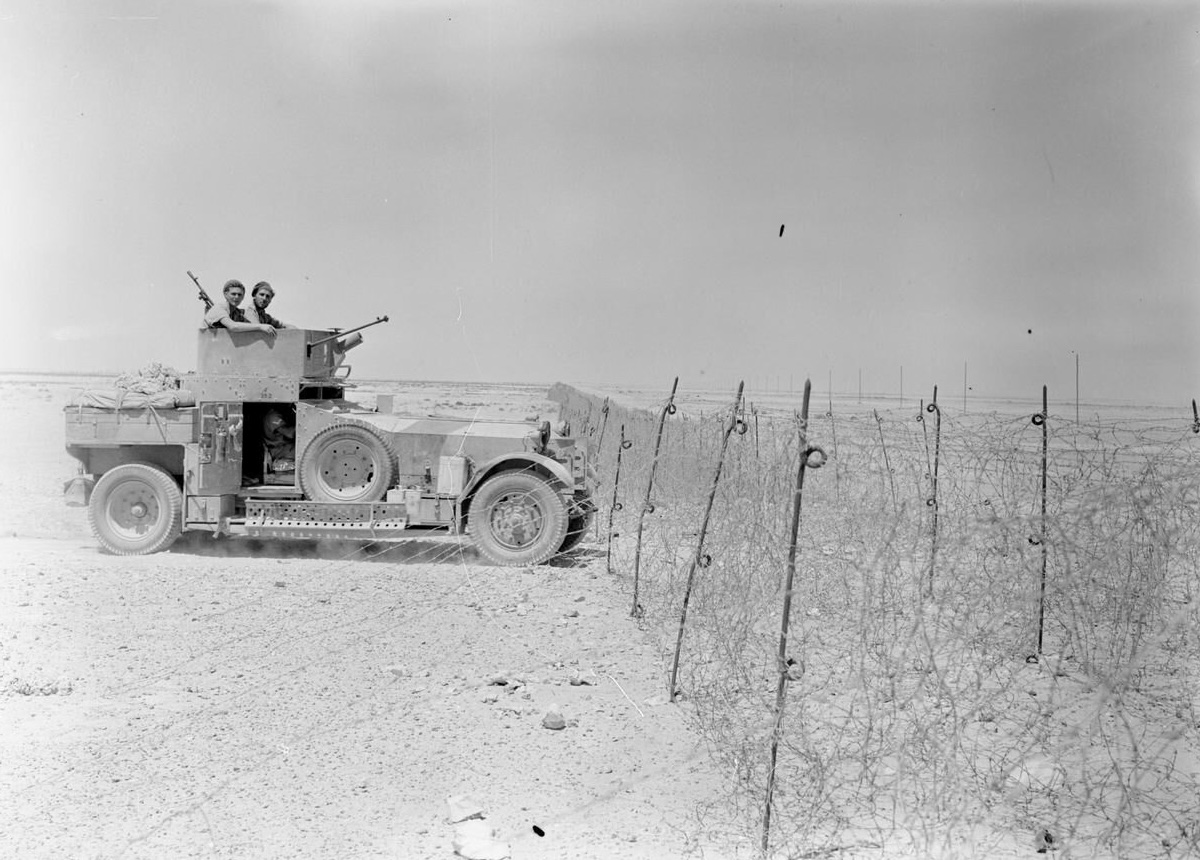
القوات البريطانية عند الحدود عام 1940

في عام 1922، حصلت مصر على استقلالها الكامل .  في عام 1915، تم رفض معاهدة سرية بين إنجلترا وأيطالية من قبل مصر، حيث أصبحت واحة الجغبوب لليبيا الإيطالية. وقعت مصر وإيطاليا معاهدة في 6 ديسمبر 1925، والتي حددت الحدود في وضعها الحالي (على الرغم من أن مصر لم تصادق رسميًا على المعاهدة حتى عام 1932-1933).   في عامي 1926و 1927، تم تحديد الجزء الشمالي من الحدود حيث تم رسم الحدود بواسطة سلسلة من الاعمدة .   في عام 1937 و1938، عُدلت شكل الحدود وأضيفت على الأرض.   في فترة العشرينات والثلاثينات من القرن العشرين،ولتتمكن ايطاليا من حصار المقاومة السنوسية، تم بناء سياح على جزء طويل من الحدود.
خلال الحملة في شمال إفريقيا في الحرب العالمية الثانية هُزمت إيطاليا واحتلت قوى الحلفاء مستعمراتها الإفريقية، وقسمت ليبيا إلى منطقتين احتلاليتين بريطانية وفرنسية.  في 2 ديسمبر 1951، حصلت ليبيا على استقلالها الكامل من ايطاليا  خلال هذه الفترة، ضغطت مصر من حين لآخر من أجل تعديل الحدود، مشيرة إلى أنه يجب تحويلها غربًا إلى خط الطول الرابع والعشرين شرقًا ، مع ضم الجغبوب والبردية إلى مصر.  وفي أوائل الخمسينات من القرن العشرين، لم يتم اعتماد طلب مصر وأبقيت الحدود كما هي . 
كانت العلاقات بين الدولتين منذ ذلك الحين ودية إلى حد كبير، إلا أن التوترات ارتفعت في السبعينيات، بسبب تطبيع الحكومة المصرية العلاقات مع إسرائيل، نتج عن تلك السياسة، حدوث مناوشات بين البلدين على طول حدودهما الشمالية في عام 1977.   وظلت العلاقات متوترة بعد ذلك، ولكنها عادت إلى طبيعتها إلى حد كبير بحلول أوائل تسعينيات القرن العشرين.
قسمت الحدود القبائل التي كانت تستقر في تلك المنطقة، من أشهر تلك القبائل قبيلة أولاد علي، حيث أصبحت موزعة على جانبي الأسلاك، جزء منها في غرب مصر والجزء الآخر في برقة شرق ليبيا موطنهم الأول، قبل مجيئهم الى غرب مصر منذ 200 عام، يرجع أصل القبيلة إلى قبيلة السعادي من بني سليم، الذين هاجرو خلال الفتوحات الإسلامية الى شمال أفريقيا. 

## مستوطنات قرب الحدود

### مصر
- السلوم
- سيدي عمر
- سيوة

### ليبيا
- البردية
- امساعد
- الجغبوب